# 메그나 나이두
메그나 나이두(Meghna Naidu, 1980년 9월 19일 ~ )는 인도의 배우, 댄서이다.

## 출연 작품
- 마슈카 (2005)